# ممر الصفصاف
ممر الصفصاف رواية للكاتب المغربي أحمد المديني، صدرت لأوّل مرة عام 2014 عن المركز الثقافي العربي في الدار البيضاء. ودخلت في القائمة القصيرة للجائزة العالمية للرواية العربية لعام 2015، المعروفة باسم «جائزة بوكر العربية».

## نبذة عن الرواية
رواية ممر الصفصاف بقلم احمد المديني.. مر الصفصاف، رواية تسرد حكاية حيٍّ جديد ينبثق من مدينة مغربية قديمة. مدينة تحفل بناسِها، وعيشها، كما تتقلَّب في أسرارها؛ هي قصة بشر يحاولون العيشَ ما استطاعوا، إلى جوار بعضهم، وتحت رحمة بشرٍ سلوكُهم البَطرُ والطغيان. بجوارهم كائنات حيوانية، لكن بروح الإنسان، تسعى بدورها للعيش في أمان. تجسِّد هذه الرواية قصة الصراع الذي يخوضه حارس مبنى يتشيَّد، وصراع جماعة تتشبث بنَسَبها إلى أرضها، وإلا تفنى؛ بوصفها رمزاً لحقِّ الفرد في الوجود، في بلاد تُنتزع فيها الحياة بالمحنة، مثلما يكبُر فيها العُتاة على حساب محنة المغلوبين. في هذه الرواية، يتوسِّط كائن ثالثٌ مسعى حقٍّ العيش، ليستفرد ببطولة استثنائية، تجعل من هذا العمل متوالية من الحكايات والأحداث الفريدة، وممتلئاً بالمغامرة، مُقمَّطاً في اللغز، ومحرِّضاً على قراءة كلما تقدَّمتَ فيها اكتشفت خيالاً مثيراً، وبَهَرَكَ واقعٌ أغرب من الخيال.

## حول الرواية
«ممر الصفصاف» حكاية طلعت من مدينة مغربية قديمة، مدينة تحفل بأهلها، وعيشها، كما تسافر وتغوص في أسرارها. هي حكاية بشر يحاولون العيش ما استطاعوا، بعضهم إلى جوار البعض، وتحت رحمة أشخاص بطرة وطغاة. تجاور المدينة حيوانات، مسالمة، تسعى بدورها للعيش في أمان بجوار أهل المدينة. تجسّد هذه الرواية قصة الصراع الذي يخوضه حارس مبنى يتشيّد، وصراع جماعة تتشبّث بنسبها إلى أرضها وإلا تفنى؛ بوصفها رمزا لحق الفرد في التواجد والوجود، في بلاد تُنتزع فيها الحياة بالمحنة، مثلما يولد ويتعاظم فيها العُتاة على حساب المستضعفين والمغلوبين. هذه الرواية هي متوالية من الحكايات والأحداث الفريدة، ممتلئة بالمغامرة، ومقمّطة في اللغز، محاطة بحال وحالة أغرب من الخيال.

## الشخصيات
- السيد أحمد المديني: هو الكاتب نفسه الذي وضع نفسه يمثل إحدى الشخضيات بضمير العائب، هو رياضي ينطلق يوميا من ممر الصفصاف بحي الرياض، يمارس الهرولة ثم الركض متوجها إلى محيط حديقة الحيوانات، حيث يقطن أولاد دليم في دوار قصديري، وفي طريق ذهابه وإيابه فهو يرصد ما يجري من ظواهر مثل خادمات المنازل وهن في طريقهن من الدوار إلى حي الرياض، وتكنة العسكر بساكنيها العاطلين عن إي دور إلا الضرب عندما يستوجب الأمر ذلك ، والمركز الوطني لتدريب الكلاب... إلى أن حدثت محاولة إجلاء سكان الدوار حيث تتبع تفاصيلها.
- عمر غانم: رجل متقاعد قبل الأوان، قصد حي الرياض آملا في الهدوء والسكينة بعيدا عن ضوضاء المدينة، فوجد نفسه متورطا في الشهادة على تحول يشهده الحي، متقمصا دور السارد لما يحدث، نيابة عن الكاتب الذي كلفه بكتابة رواية لأنه لم يستطع أن يظل محايدا أمام بشاعة ما يحدث من إهمال ونكران للفقراء المهمشين وللحيوانات ومن سطو على المناطق الخضراء واستغلال الدين، فوجد نفسه مطرودا من سكنه من دون أن يتمكن من جلب مخطوطة الرواية.
- الكلب جاك: هو شخصية ساردة أيضا، وظفه الكاتب نائبا عنه في سرد حكايته مرة بضمير المتكلم وأخرى بضمير الغائب، حيث لا تختلف في شجنها عن مأساة مجاوريه من بني آدم الذين يعانون من مشكلة السكن، والفقر والبطالة والترحيل. رحل من قرية سيدي يحيى هاربا من الجوع والإهمال، وشهد ما حصل لسكان دوار أولاد دليم وانتهى به الحال إلى ممر الصفصاف، باحثا عن دور يقوم به ومنتظرا الاعتراف به مقابل سد رمقه من الجوع.
- بلعيد: هو أحد المهمشين الفقراء، منحدر من مدينة دمنات وهو شخص مسالم، اختاره المقدم حارسا لمبنى في طور البناء، بحي الرياض، يتنقل إليه يوميا بواسطة دراجة هوائية مهترئة، تهاوت أحلامه الكبيرة التي بناها على هذا العرض، بعدما وجد نفسه مهملا لا يلتفت إلى دوره أحد، مثله مثل الكلب جاك الذي يساعده في حراسة المبنى.

## الاسلوب
أسلوب أحمد المديني في رواية "ممر الصفصاف" يتميز بالجمع بين السرد الواقعي والرمزي، حيث يستخدم لغة أدبية غنية بالتشبيهات والصور التعبيرية التي تخلق جواً مشحوناً بالمشاعر والتأملات العميقة. يعتمد المديني على تعددية الأصوات السردية، مما يمنح النص تنوعاً في وجهات النظر ويسمح برؤية متعددة الأبعاد للواقع الاجتماعي والثقافي الذي يصوره. كما يستعين بالعناصر الشعبية والأسطورية ليضفي على الرواية بعداً خيالياً يتجاوز حدود الواقعية الصرفة، وهو ما يعزز الرمزية والعمق في النص. الأسلوب متماسك ومتوازن بين الوصف التفصيلي للأماكن والشخصيات وبين التدفق السردي للأحداث، مما يسهل على القارئ الانغماس في عالم الرواية واستكشاف مضامينها الإنسانية والاجتماعية.

## اهمية الرواية
تكمن  اهمية الرواية في كونها إضافة قيمة إلى الأدب المغربي المعاصر، حيث نالت استحسان النقاد ووصلت إلى القائمة القصيرة للجوائز الأدبية المرموقة، مما يعكس مكانتها البارزة. تقدم الرواية قراءة تأملية عميقة في التحولات الاجتماعية والثقافية في المغرب، وتسلط الضوء على قضايا الهوية والانتماء والصراع بين الماضي والحاضر. من خلال أسلوبها السردي الغني والرمزي، تتيح للرواية فرصة لفهم أعمق للواقع المغربي المعاصر، كما تشكل مرآة لتجارب الأفراد والجماعات في مواجهة التحديات والتغيرات. إضافة إلى ذلك، تعكس الرواية توجّهًا فنيًا متجدّدًا في السرد المغربي، حيث تدمج بين اللغة اليومية والأساطير المحلية،

## العناصر الشعبية والاسطورية بالرواية
يتجلى في رواية "ممر الصفصاف" حضور قوي للعناصر الشعبية من خلال استحضار الحكايات والأساطير المغربية التي تترسخ في وصف الحي وأحداثه، حيث تبرز التقاليد والعادات والمعتقدات التي تعكس حياة سكانه اليومية. تُستخدم هذه العناصر لإضفاء طابع محلي أصيل على الرواية، وربط الأحداث بشبكة من العلاقات الاجتماعية والثقافية المتداخلة التي تميز المجتمعات المغربية، كما توظف الحكايات الشعبية لشرح مواقف وأفعال الشخصيات وتبرير بعض الظواهر الاجتماعية، مما يجعل النص بمثابة حوار مستمر بين الماضي والحاضر. إلى جانب ذلك، يظهر البعد الأسطوري من خلال دمج شخصيات وكائنات تحمل صفات خارقة أو رمزية، مثل الحيوانات التي تمتلك "روح الإنسان"، حيث تعمل هذه الأساطير كأدوات لتجسيد الصراعات الداخلية والخارجية، وتسليط الضوء على التوتر بين الخير والشر، وبين الإنسان والطبيعة أو المجتمع. كما تخلق هذه الأساطير أجواء من الغموض والخيال تضفي على الرواية طابعًا من الإثارة والتشويق، وتفتح المجال لتأويلات متعددة تغني التجربة السردية وتعمق دلالاتها.

## ماذا قيل عن الرواية
” ممر الصفصاف” تستخدم ضفيرة الخيال والواقع، وخلطة الجدية الساخرة، لتقول أشياء هامة عن صناعة التهميش وسحق الآخر في عاصمة ومدينة تشبه الكثير من المدن والعواصم العربية، عندما يتوقف الروائى عن الجرى ، وعندما يكتب من جديد، لن يستطيع أن يكتب إلا مأساة مهما فعل، ليست أبدا أقل من مأساة مؤلمة، رغم سخرية الرواية، وخيالها المحلق.